# Campeonato Paulista 1958
In 1958 werd het 57ste Campeonato Paulista gespeeld voor clubs uit de Braziliaanse staat São Paulo. De competitie werd georganiseerd door de FPF en werd gespeeld van 25 mei tot 20 december. Santos werd kampioen.
Pelé werd voor het tweede jaar op rij topschutter en trof 58 keer doel, een record dat tot op heden nog niet verbroken werd. 

## Eindstand
| Plaats | Club                   | Wed. | W  | G  | V  | Saldo  | Ptn. |
| ------ | ---------------------- | ---- | -- | -- | -- | ------ | ---- |
| 1.     | Santos                 | 38   | 29 | 6  | 3  | 143:40 | 64   |
| 2.     | São Paulo              | 38   | 25 | 10 | 3  | 93:39  | 60   |
| 3.     | Corinthians            | 38   | 24 | 8  | 6  | 93:50  | 56   |
| 4.     | Palmeiras              | 38   | 22 | 8  | 8  | 82:47  | 52   |
| 5.     | XV de Piracicaba       | 38   | 17 | 12 | 9  | 66:58  | 46   |
| 6.     | Portuguesa             | 38   | 19 | 7  | 12 | 96:69  | 45   |
| 7.     | Noroeste               | 38   | 15 | 10 | 13 | 66:63  | 40   |
| 8.     | Botafogo               | 38   | 17 | 5  | 16 | 70:53  | 39   |
| 9.     | Taubaté                | 38   | 14 | 8  | 16 | 58:59  | 36   |
| 10.    | Nacional               | 38   | 15 | 6  | 17 | 65:79  | 36   |
| 11.    | Ferroviária            | 38   | 14 | 7  | 17 | 59:57  | 35   |
| 12.    | Portuguesa Santista    | 38   | 13 | 9  | 16 | 67:68  | 35   |
| 13.    | América                | 38   | 12 | 9  | 17 | 47:58  | 33   |
| 14.    | Ponte Preta            | 38   | 11 | 9  | 18 | 48:77  | 31   |
| 15.    | Juventus               | 38   | 12 | 7  | 19 | 54:84  | 31   |
| 16.    | Guarani                | 38   | 12 | 7  | 19 | 53:94  | 31   |
| 17.    | Comercial de São Paulo | 38   | 8  | 12 | 18 | 44:74  | 28   |
| 18.    | XV de Jaú              | 38   | 8  | 7  | 23 | 42:76  | 23   |
| 19.    | Jabaquara              | 38   | 7  | 7  | 24 | 45:84  | 21   |
| 20.    | Ypiranga               | 38   | 4  | 10 | 24 | 38:100 | 18   |

|  | Kampioen   |
|  | Degradatie |

## Kampioen
| Campeonato Paulista de 1958 |
| São Paulo                   |
| --------------------------- |
| SANTOS Kampioen (4° titel)  |

## Topschutter
| Speler            | Speler | Goals | Club   |
| ----------------- | ------ | ----- | ------ |
| Vlag van Brazilië | Pelé   | 58    | Santos |